# 竜江県
竜江県（りゅうこう-けん）は、中華人民共和国黒竜江省チチハル市に位置する県。県人民政府の所在地は竜江鎮。

## 歴史

### 清の時期
1905年（光緒31年）、清朝により設置された黒水庁を前身とする。1908年（光緒34年）に竜江府に昇格した。

### 中華民国時期
中華民国が成立すると1913年（民国2年）に竜江県と改められた。

### 満洲国時期
1932年、満洲国が発足。1934年（康徳元年）12月1日、黒竜江省及び奉天省を分割し竜江省を設置、竜江県が竜江省に属する。

## 行政区画
下部に8鎮、6郷を管轄：
- 鎮：竜江鎮、景星鎮、竜興鎮、山泉鎮、七棵樹鎮、杏山鎮、白山鎮、頭站鎮
- 郷：黒崗郷、広厚郷、華民郷、哈拉海郷、魯河郷、済沁河郷

## 交通

### 鉄道
- 中国国家鉄路集団
  - 中国鉄路ハルビン局集団公司
    - 浜洲線（ハルビン方面）- 黒崗駅（中国語版） - 白山郷駅 - 竜江駅 - 魯河駅（中国語版） -（満洲里方面）

### 道路
- 省道
  -  302省道

- 県道
  -  043県道
  -  044県道
  -  048県道
  -  057県道
  -  058県道

## 健康・医療・衛生
- 竜江県人民医院
- 竜江県第一人民医院
- 竜江県第二人民医院
- 竜江県中医医院